# Phyllodytes
Phyllodytes là một chi động vật lưỡng cư trong họ Nhái bén, thuộc bộ Anura. Chi này có 12 loài và 33% bị đe dọa hoặc tuyệt chủng.

## Hình ảnh

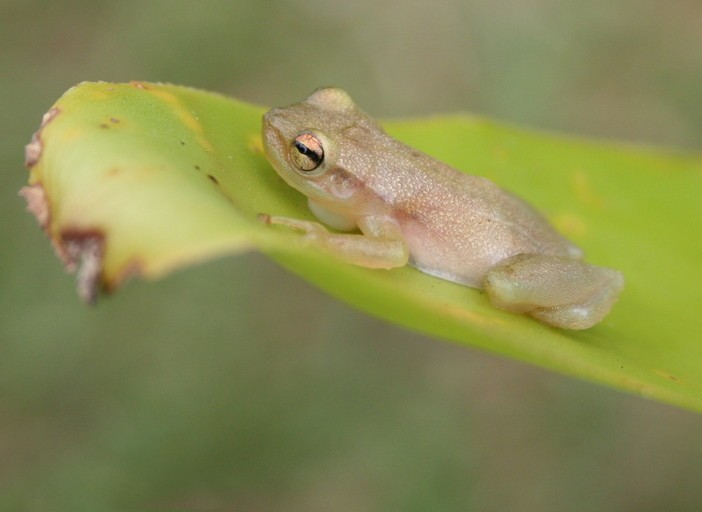